# Видирих
Видирих (на латински: Videric; Videricius; Vithericus) е крал на остготите през 376 г.

## Произход и управление
Син е на Витимир (крал 375 – 376).
Една част от гревтунгите тръгва с Витимир от Южна Русия в посока запад към Дунав и Римската империя. Баща му Витимир е убит в битка против аланите и хуните. Непълнолетният Видирих става крал на остготите (376 – ?) с корегенти и гвардейци военачалниците Алатей и Сафракс, които го оставят на левия бряг на Долен Дунав. Не е известно какво става след това с Видирих. Алатей и Сафракс участват с вестготите на Фритигерн и Алавив в Тракия и Мизия през 377 – 378 и се настаняват на север от Дунав. През 378 г. участват в битката при Адрианопол с Римската империя.
Следващият крал на остготите e Винитар (380 – 390).